# INDクロスタウン線
INDクロスタウン線（IND Crosstown Line）はニューヨーク市地下鉄Bディビジョンの路線で、ブルックリン区とクイーンズ区を結んでいる。ブルックリン区西部とクイーンズ区北西部を結ぶ街区（town）間運行をすることからブルックリン-クイーンズ・クロスタウン線（Brooklyn-Queens Crosstown Line）とも呼ばれ、これが線区名の由来となっている。ニューヨーク市地下鉄の主要線区の中で、マンハッタンとの間に列車が運転されない唯一の線区である。

## 路線概要と運行パターン
クロスタウン線で運行される運行系統のエンブレムはライムグリーンである。
| 運行系統 | 時間帯 | 運転区間               |
| -------- | ------ | ---------------------- |
|          | 終日   | コート・スクエア駅以南 |

クロスタウン線で運行されているのはG系統のみである。コート・スクエア駅以北では営業運転は行われていない。
クロスタウン線の北端はクイーンズ・プラザ駅のすぐ南でINDクイーンズ・ブールバード線および60丁目トンネル連絡線と立体交差しつつ合流している。ここから南はコート・スクエア駅南側の折り返し線を除いて複線になっている。マーシー・アベニューからラファイエット・アベニューの間には複線の急行線があり、本線との間を行き来できる渡り線が,設けられている。これは1931年の延伸計画で他線への分岐に使われる予定だった部分である。急行線はベッドフォード-ノストランド・アベニュース駅の先にある本線との渡り線で終わっているが、用地はクラッソン・アベニュー駅まで確保されている。
クロスタウン線はホイト-スカーマーホーン・ストリーツ駅でINDフルトン・ストリート線の複々線の中央を通り抜けている。ここで路線間の対面乗り換えができるが、線路は繋がっていない。ホイト・スカーマーホーン・ストリーツ駅を過ぎると、線路は南に曲がってINDカルバー線の緩行線に合流し、すぐ南で緩行線と急行線に分岐している。

## 歴史
クロスタウン線の建設計画は1912年の時点で既に浮上していた。1923年にはブルックリン・ラピッド・トランジット（BRT）がクイーンズボロ橋からジャクソン・アベニュー、マンハッタン・アベニュー、ローブリング・ストリート、ベッドフォード・アベニューおよびハンコック・ストリートの下を通ってBMTフランクリン・アベニュー線の北端であるフランクリン・アベニュー駅に至る路線の計画を発表し、市当局も受け入れを発表した。ところが、当時のニューヨーク市長ジョン・ハイランは反対の意を表明し、既に開発が進んでいたブルックリン区中心部の住民も騒音や景観への影響から高架線の建設に反対した。しかし、BRTは建設費の安さから地下鉄ではなく高架線の建設を望んでいた。
ニューヨーク市がインディペンデント・サブウェイ・システムの計画を立ち上げると、クロスタウン線の建設に大きく弾みがついた。当時の計画では、クロスタウン線はロングアイランド・シティでINDクイーンズ・ブールバード線と53丁目トンネルを経由してマンハッタンから延びる線路が接続するY字形の路線となる予定であり、これはクロスタウン線とIND8番街線を使って環状線を構成することを意図したものであった。
1933年8月19日にナッソー・アベニュー駅以北の区間が開業し、クイーンズ・プラザ駅との間でGG系統の運行が始まった。全線開業は1937年7月1日で、INDカルバー線と接続されてGG系統もスミス・ストリート-9丁目駅方面とフォレスト・ヒルズ-71番街駅方面の両方向に区間延長された。
それから77年以上に渡ってジャマイカ-179丁目駅までの区間延長やクイーンズ・プラザ駅-コート・スクエア駅間の運転取り止めなどの変遷を経ながらGG系統（1985年にG系統に改称）が運行され続けている。何度かチャーチ・アベニュー駅への区間延長も何度か行われ、最近では2009年にも行われている。F系統がジェイ・ストリート-メトロテック駅 - バーゲン・ストリート駅間で休日の運転を取り止めると、G系統はチャーチ・アベニュー駅を越えてコニー・アイランド駅まで区間延長された。一方で、2010年4月19日には経費削減のためG系統はクイーンズ・ブールバード線への乗り入れを取り止めることになった。

## 駅一覧
全駅にG系統が停車する。北端はコート・スクエア駅である。
| ネイバーフッド （概略の位置）                      | バリアフリー・アクセス                                        | 駅名                                                          | 停車                                                          | 開業日                                                        | 乗換および備考                                                |
| -------------------------------------------------- | ------------------------------------------------------------- | ------------------------------------------------------------- | ------------------------------------------------------------- | ------------------------------------------------------------- | ------------------------------------------------------------- |
| ロングアイランド・シティ                           | INDクイーンズ・ブールバード線（定期運行なし）の緩行線から分岐 | INDクイーンズ・ブールバード線（定期運行なし）の緩行線から分岐 | INDクイーンズ・ブールバード線（定期運行なし）の緩行線から分岐 | INDクイーンズ・ブールバード線（定期運行なし）の緩行線から分岐 | INDクイーンズ・ブールバード線（定期運行なし）の緩行線から分岐 |
| ロングアイランド・シティ                           |                                                               | コート・スクエア駅                                            | G                                                             | 1933年8月19日                                                 | IRTフラッシング線（7 ） INDクイーンズ・ブールバード線（E M ） |
| ロングアイランド・シティ                           |                                                               | 21丁目駅                                                      | G                                                             | 1933年8月19日                                                 |                                                               |
| グリーンポイント                                   |                                                               | グリーンポイント・アベニュー駅                                | G                                                             | 1933年8月19日                                                 |                                                               |
| グリーンポイント                                   |                                                               | ナッソー・アベニュー駅                                        | G                                                             | 1933年8月19日                                                 |                                                               |
| ウィリアムズバーグ                                 |                                                               | メトロポリタン・アベニュー駅                                  | G                                                             | 1937年7月1日                                                  | ロリマー・ストリート駅でBMTカナーシー線（L ）に乗り換え       |
| ウィリアムズバーグ                                 |                                                               | ブロードウェイ駅                                              | G                                                             | 1937年7月1日                                                  |                                                               |
| ウィリアムズバーグ/ ベッドフォード＝スタイベサント |                                                               | フラッシング・アベニュー駅                                    | G                                                             | 1937年7月1日                                                  |                                                               |
| ベッドフォード＝スタイベサント                     |                                                               | マートル-ウィロビー・アベニュース駅                           | G                                                             | 1937年7月1日                                                  |                                                               |
| ベッドフォード＝スタイベサント                     |                                                               | ベッドフォード-ノストランド・アベニュース駅                   | G                                                             | 1937年7月1日                                                  | 島式ホームの間を急行線が通っている                            |
| クリントン・ヒル                                   |                                                               | クラッソン・アベニュー駅                                      | G                                                             | 1937年7月1日                                                  | 急行線用の用地あり                                            |
| クリントン・ヒル                                   |                                                               | クリントン-ワシントン・アベニュース駅                         | G                                                             | 1937年7月1日                                                  |                                                               |
| フォート・グリーン                                 |                                                               | フルトン・ストリート駅                                        | G                                                             | 1937年7月1日                                                  |                                                               |
| ダウンタウン・ブルックリン                         |                                                               | ホイト-スカーマーホーン・ストリーツ駅                         | G                                                             | 1937年7月1日                                                  | INDフルトン・ストリート線（A C ）                             |
| INDカルバー線（G ）に合流                          |                                                               |                                                               |                                                               |                                                               |                                                               |